# Jesuats
Els jesuats o Frares Jesuats de San Jeroni era un institut religiós, creat cap al 1360 com a confraria de laics. Convertida en orde mendicant, fou des de 1606 una congregació clerical amb el nom de Clergues Apostòlics de Sant Jeroni. L'orde fou suprimit per Climent IX el 1668.

## Història

### Fundació
Vers el 1360 el ric mercader sienès Giovanni Colombini, en el marc de crisi espiritual i institucional de la Itàlia del segle xiv (temps del cisma d'Avinyó, els moviments de fraticelli i similars, la pesta negra, etc.), va renunciar a la vida mundana i va començar a viure en la pobresa, dedicant els seus béns a la beneficència. Aviat, a Colombini i la seva esposa, Biagia Cerrentini, s'uniren altres patricis: Francesco di Mino Vincenti i el notari Domenico da Montichiello, i la seva cosina, després beatificada, Caterina Colombini. Es dedicaren a sebollir mort i cadàvers abandonats, a tenir cura de malalts i pobres i assistir els moribunds. Expulsat de Siena en 1361, va dedicar-se a la predicació itinerant i va augmentar el nombre de seguidors.
Aviat començaren a ser anomenats jesuats (gesuati en italià), per la repetició freqüent que feien del nom de Jesús i per viure com Jesús, és a dir ingesuati ("injesuats").

### Aprovació com a confraria
Van ser sospitosos d'heretgia, per semblar-se als fraticelli, i acusats d'haver començat una nova congregació religiosa en contra dels principis del concili del Laterà IV. Colombini va cercar llavors el suport del papa: anà a Viterbo i Urbà V, després d'haver-los fet investigar, va aprovar oralment la companyia com a confraria de laics, el 14 de juny de 1367. Va establir que visquessin en comunitat en convents, portessin hàbit (túnica blanca, caputxa de quatre puntes i coll rodó, capa grisa-marró, cinyell de cuir i sandèlies). S'havien de dedicar a l'atenció a malalts i necessitats, l'enterrament dels morts, la pregària i la penitència. L'espiritualitat de la confraria era jeronimiana, i tenien una gran devoció per Sant Jeroni d'Estridó.
Colombini va morir poc després i el succeí Francesco Mino da Vincenti, que també morí aviat. Gerolamo d'Asciano va ésser-ne el tercer superior i obrí nous convents a: Lucca, Pistoia, Livorno, Arezzo, Florència, Città di Castello, Ferrara, Bolonya i Venècia.
Pel caràcter de la confraria, els membres no necessitaven cap requeriment de formació: hi abundaven els confrares analfabets i de classe social baixa, per la qual cosa els convents es dedicaven a les tasques manuals i artesanals; alguns s'especialitzaren, per exemple, en la fabricació i reparació de rellotges, de campanars, de vitralls, la fabricació de productes d'herbolari o la destil·lació d'aiguardent o licors, per la qual cosa van ser coneguts com a Frati dell'acquavite ("frares de l'aiguardent").

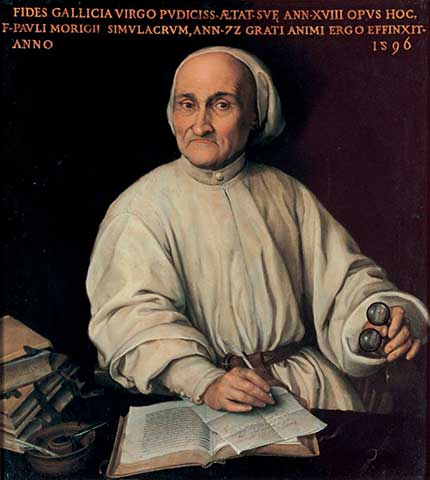
Paolo Morigia, per Fede Galizia, 1596, mostrant l'hàbit de l'orde (Milà, Ambrosiana)
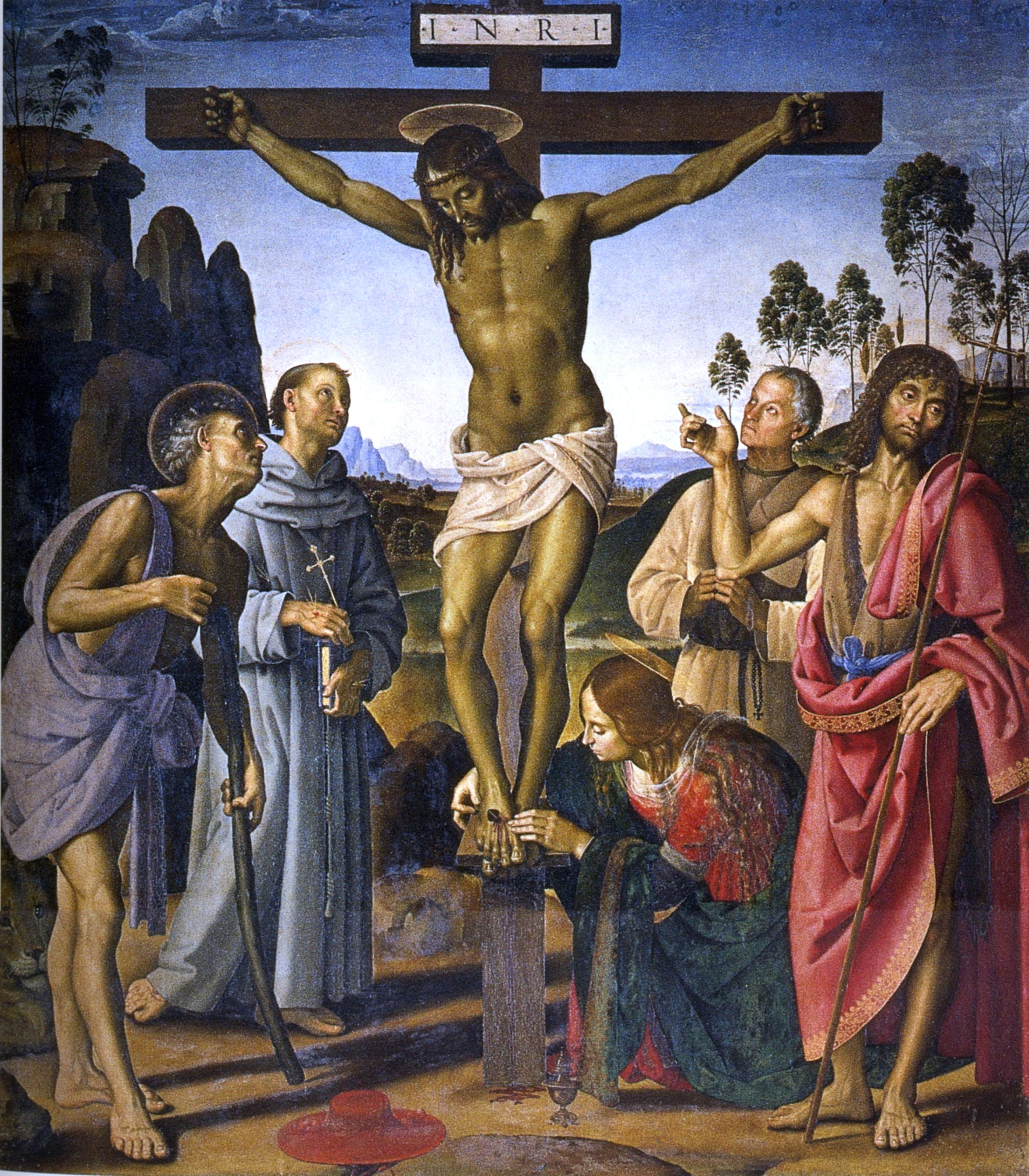
Crucifixió amb Sant Jeroni i, de blanc, Giovanni Colombini; obra de Pietro Perugino i Luca Signorelli per al convent jesuit de Florència.
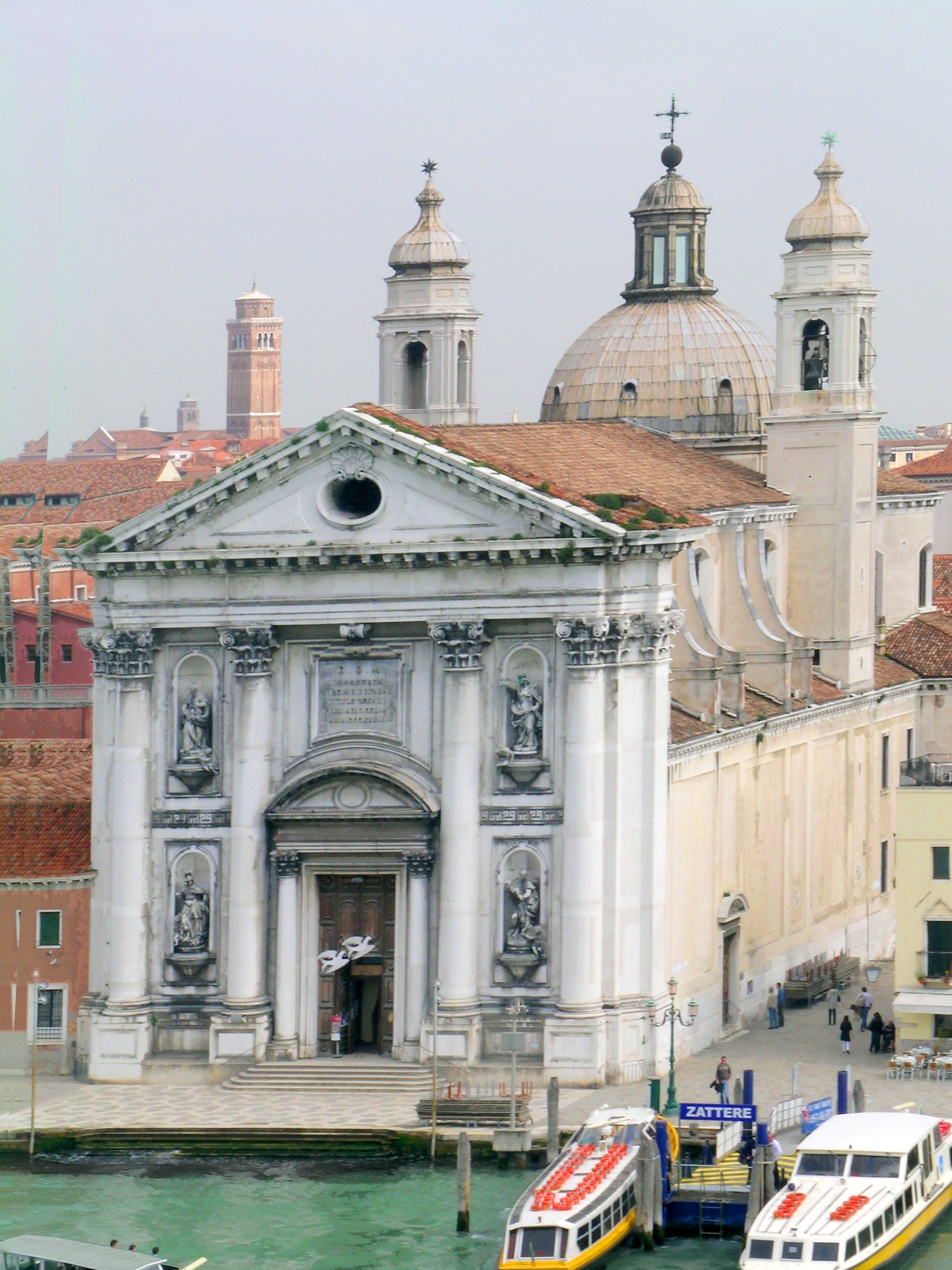
Antiga església dels Jesuats de Venècia, reconstruïda pels dominics en 1726.

### Orde mendicant
Van ésser novament acusats d'heretgia i foren investigats pel cardenal Niccolò Albergati. El superior Spinello Buoninsegna va encarregar Giovanni Tavelli, amic d'Albergati i Eugeni IV, per elaborar constitucions religioses per a la confraria, basades en la Regla de Sant Agustí i la Regla de Sant Benet. El procés va fer que la confraria laica es convertís en orde mendicant: el papa Alexandre VI li va donar el nom de Frares Jesuats de Sant Jeroni el 22 d'agost de 1499, i Juli II els imposà l'obligació de pronunciar vots religiosos el 23 de gener de 1511). Climent VII els va donar els privilegis de l'Orde de Sant Agustí el 3 de gener de 1532), passant a considerar-se un orde mendicant el 19 de novembre de 1567 per Pius V.
La màxima extensió de l'orde es donà al segle xv, quan dotze nous convents s'afegiren als deu existents, especialment al Vèneto (a Venècia van arribar a ésser un orde ric), Roma, Milà, Brescia i Cremona, i a Tolosa de Llenguadoc en 1452. El creixement disminuí al segle xvi, amb vuit convents nous.

### Congregació clerical, declivi i supressió
Al segle xvii només hi hagué dues fundacions noves. L'orde estava en crisi i no podia adaptar-se als nous requeriments del moment. Continuava essent un orde essencialment laic; només el 18 de febrer de 1606 Pau V va consentir que un nombre de frares poguessin ésser sacerdots, i en 1611 es permeté que ho poguessin ser tots, convertint l'orde en una congregació clerical.
El declivi fou acompanyat d'alguns escàndols, com la manufactura i venda de licors d'una manera no permesa pel dret canònic. Això, sumat als pocs membres de l'orde i a una petició de la República de Venècia, que volia destinar els béns de l'orde suprimit a finançar una campanya militar a Creta, va fer que el 6 de desembre de 1668, amb la butlla Romanus Pontifex, el papa Climent IX surprimís l'orde, alhora que els Eremites de Sant Jeroni de Fiesole i als Canonges Regulars de San Giorgio in Alga.
En foren membres destacats el matemàtic Bonaventura Cavalieri i l'historiador Paolo Morigia.

## Branca femenina
La branca femenina, anomenada de les jesuates o Pobres Germanes de la Visitació de la Mare de Déu va ésser fundada per Caterina Colombini (morta 1387). Caterina va seguir les passes del seu cosí i, renunciant a la seva fortuna, va començar a fer vida evangèlica i obres de caritat. Se li uniren altres dones: Giovanna Marescotti, Pietra di Pietro, Francesca di Ambrogio i Andrea, que començaren a viure en comunitat a casa de Caterina, on feien pregària i només en sortien per fer obres de caritat i demanar almoina, fent nombroses mortificacions i penitències, dejunis i silencis. En 1367 Caterina va fundar un convent a S. Sebastiano in Vallepiatta (o Valpiana, a Siena), que va adoptar la clausura i la Regla de Sant Agustí primer de l'orde),
Els objectius eren similars: l'atenció a les malaltes i necessitades, però cap al final del segle xvi es convertí en un orde mendicant de clausura, on les monges feien pregària, exercicis espirituals i treballs manuals. Vivien en una pobresa absoluta, sortint a demanar almoina quan els mancaven recursos i fent moltes penitències. Portaven hàbit blanc amb escapulari gris, vel blanc o negre i capa grisa, de roba basta, i caminaven descalces, però a partir de 1540 el portaren de color violat.
A la mort de la fundadora, la superiora va ésser Simona Galleroni. Amb ella l'orde va tenir una difusió similar a la dels jesuats: Florència i Pistoia, i després a Lucca, Pisa, Bolonya... Va sobreviure en petites comunitas fins que s'extingí el 1872.
En destacaren convents com els de S. Giuseppe (Lucca, 1512), S. Giuseppe (Pistoia, 1518), S. Giuseppe (Pisa) o S. Sebastiano (Pistoia, 1370).